# Hydrophorus breviseta
Hydrophorus breviseta är en tvåvingeart som beskrevs av Thomson 1869. Hydrophorus breviseta ingår i släktet Hydrophorus och familjen styltflugor. Inga underarter finns listade i Catalogue of Life.